# Японский институт развития ядерного цикла
Японский институт развития ядерного цикла (яп. 核燃料サイクル開発機構, JNC) занимался разработкой технологий, связанных с реакторами на быстрых нейтронах, переработкой ядерных топливных материалов, а также переработкой и захоронением высокоактивных радиоактивных отходов.
Институт был создан в октябре 1998 года для разработки передовых технологий ядерной энергетики для завершения ядерного топливного цикла, в частности быстрых реакторов-размножителей, передовой переработки, производства плутониевого топлива и обращения с высокоактивными радиоактивными отходами. 
Институт пришёл на смену Корпорации по разработке энергетических реакторов и ядерного топлива. В октябре 2005 года институт объединился с Японским научно-исследовательским институтом атомной энергии (JAERI) и стало Японским агентством по атомной энергии (JAEA).

## Корпоративная информация
- Основание: 1 октября 1998 г.
- Закрытие: 30 сентября 2005 г.
- Регулирующий документ: Закон о Корпорации по развитию ядерного топливного цикла.
- Штаб-квартира: Токай, префектура Ибараки, Япония
- Штат: 2285 человек (март 2004 г.)
- Капитал: 3016,1 млрд иен (март 2004 г.)
- Председатель: Юичи Тонозука (назначен в январе 2004 г.)

Примечания
1. ↑  JAEA Nuclear Fuel Cycle Engineering Research Institute. www.jaea.go.jp. Дата обращения: 9 декабря 2023. Архивировано 9 декабря 2023 года.
2. ↑  Shunsuke Kondo. History and perspective of fast breeder reactor development in Japan // Energy. — 1998-07-01. — Т. 23, вып. 7. — С. 619–627. — ISSN 0360-5442. — doi:10.1016/S0360-5442(97)00101-1.
3. ↑  News Release - Japan Atomic Energy Agency. www.jaea.go.jp. Дата обращения: 9 декабря 2023. Архивировано 9 декабря 2023 года.